# نت بوك

نت بوك سيلفانيا جي ميزو (Sylvania G Meso) يعمل بنظام أوبنتو

نت بوك (بالإنجليزية: Netbook)‏ هو الاسم الذي يطلق بشكل عام على فئة من أجهزة الكمبيوتر المحمولة الصغيرة والخفيفة ورخيصة الثمن. تنافست أجهزة النت بوك في نفس الشريحة السوقية مع الهواتف الجوالة وأجهزة الكروم بوك (وهو أحد أشكال الحواسيب الشبكية المحمولة).
تم طرح أجهزة النت بوك في الأسواق في أواخر عام 2007 على أنها نسخة قليلة الوزن والثمن عن الحواسيب المحمولة الدفترية (أو ما يعرف باسم Notebook) على أنها أغفلت بعض الميزات (مثل محرك الأقراص الضوئية)، وكانت الشاشة ولوحات مفاتيح أصغر حجمًا، وكانت قوة الحوسبة منخفضة بالمقارنة مع كمبيوتر محمول بالحجم الكامل. تراوح قطر الشاشات من أقل من 5 بوصات إلى 12 بوصة، كما كان الوزن المتوسط هو كيلوجرام واحد (2.2 رطل). وكانت أسعارها رخيصة جدا بالمقارنة مع أجهزة الكمبيوتر المحمولة الأخرى،  بحلول منتصف عام 2009، بدأت بعض ناقلات البيانات اللاسلكية (مثل أيه تي آند تي) بتقديم حواسيب النتبوك لمستخدميها مجانا، مع عقد خدمة موسعة.
نمت أجهزة النت بوك في الحجم والميزات بعد فترة قصيرة من ظهورها، وتوافقت في ميزاتها مع أصغر وأخف أجهزة الكمبيوتر المحمولة وكذلك الأجهزة الدفترية الفرعية (Subnotebook). في أغسطس 2009، قارن موقع CNET بين جهاز نت بوك وكمبيوتر دفتري من علامة ديل، ووصف النت بوك بأنها «ليست أكثر من أجهزة محمولة أقل حجماً وتكلفة»، مشيراً إلى أن «المواصفات متشابهة إلى حد كبير لدرجة أن المتسوق العادي سيحتار في سبب كون أحدها أفضل من الآخر»، وذكر أن «الاستنتاج الوحيد هو أنه لا يوجد فرق حقيقي بين الأجهزة». فرضت الشركات المصنعة العديد من القيود على النتبوك في محاولة لمنعها من التهام سوق الأجهزة المحمولة الأكثر ربحية. إلا أن هذا أدى إلى دفع أجهزة النتبوك في فئة معينة في السوق، حيث كانت تمتع فيها بعدة مزايا بالمقارنة مع الأجهزة المحمولة التقليدية أو الأجهزة اللوحية.
بحلول عام 2011، أدى تزايد شعبية الأجهزة اللوحية (وخاصة جهاز آي باد) إلى انخفاض مبيعات أجهزة النتبوك. كما حدثت ثورة في أجهزة ألترابوك، الخفيفة ذات الشاشة ولوحة المفاتيح التقليديتين، بقدوم جهاز ماك بوك إير بشاشة 11.6 بوصة، والذي لم يضحي بالأداء وإن أثر هذا على ارتفاع تكلفة الإنتاج. أرادت شركة إنتل الاستفادة من نجاح ماك بوك اير،  وقامت بالترويج لجهاز ألترابوك كمعيار جديد للأجهزة المحمولة، وأشاد به بعض المحللين على أنه نجح من حيث فشل النتبوك. ونتيجة لهذه التطورات، بقي السعر هو نقطة القوة الوحيدة لدى أجهزة النتبوك، حيث خسرت أمام الأجهزة اللوحية في مجال التصميم وسهولة الاستخدام وقابلية النقل، وخسرت أمام أجهزة الألترابوك في مجال الميزات والأداء.
توقفت عدة شركات كبرى عن إنتاج النتبوك بحلول نهاية عام 2012. حل محلها في السوق أجهزة كروم بوك. عادت شركة إتش بي لسوق النت بوك مع جهاز Stream 11 في عام 2014.